# ويل رودس
ويل رودس (2 مارس 1995 في المملكة المتحدة - ) (بالإنجليزية: Will Rhodes)‏ هو لاعب كريكت بريطاني. لعب مع نادي وارويكشاير للكريكيت ‏ ونادي مقاطعة ساسكس للكريكت ‏ ونادي مقاطعة يوركشاير للكريكت ‏.

## وصلات خارجية
- ويل رودس على موقع إي آس بي آن كريك إنفو (الإنجليزية)